# 城朋子
城 朋子（じょう ともこ）は、日本のテレビプロデューサー。BS日本専務取締役。
日本テレビ放送網のチーフプロデューサー、編成企画部長、執行役員情報エンタテインメント局長等を歴任した。

## 人物
1980年、青山学院大学卒業後、日本テレビ秘書室入社。同期に常勤監査役の吉田真、吾妻光良、石澤顕、務台昭彦、広島テレビ放送会長の佐野譲顕、アナウンサーの井田由美がいる。
その後制作に移り、2003年6月まで情報番組からバラエティ番組まで幅広く担当。編成企画部長、執行役員、日テレアックスオン社外取締役等を経て現職。

## 担当作品・番組

### プロデューサー
- ズームイン!!朝

### チーフプロデューサー
- ズームイン!!SUPER
- ズームインサタデー
- メレンゲの気持ち
- スーパーテレビ情報最前線
- おしゃれカンケイ
- ザ!鉄腕!DASH!!
- 松紳
- 今世紀最後!!史上最大!アメリカ横断ウルトラクイズ（1998年）
- 超人気番組CMの祭典（2000年）
- 24時間テレビ 「愛は地球を救う」24（2001年）[2]

### 総指揮
- つなげよう、ecoハート。〜明日へのチカラ〜 地球と生きる100のコト（2011年）

### 製作統括
- 劇場版 私立バカレア高校（2012年）

### 製作指揮
- 書道ガールズ!! わたしたちの甲子園（2010年）
- おおかみこどもの雨と雪（2012年）
- ツナグ（2012年）
- 綱引いちゃった!（2012年）
- 映画 妖怪人間ベム（2012年）
- 豪華3本立て!トミカ・プラレール映画まつり（2013年）
- 脳男（2013年）
- 名探偵コナン 絶海の探偵（2013年）
- 藁の楯（2013年）
- ルパン三世VS名探偵コナン THE MOVIE（2013年）
- 劇場版 HUNTER×HUNTER -The LAST MISSION-（2013年）
- 名探偵コナン 異次元の狙撃手（2014年）

### 製作総指揮
- 劇場版 HUNTER×HUNTER 緋色の幻影（2013年）
- ガッチャマン（2013年）

## 脚註
1. ↑  週刊新潮  2010年9月9日号 125頁
2. ↑  1992年はコーディネーター、1994〜1996年は回線コーディネーター。